# Liolaemus salinicola
Liolaemus salinicola — вид ігуаноподібних ящірок родини Liolaemidae. Ендемік Аргентини.

## Поширення і екологія
Liolaemus salinicola відомі з кількох місцевостей, розташованих в провінції Катамарка. Вони живуть на піщаних дюнах, слабо порослих рослинністю. Зустрічаються на висоті від 1500 до 2000 м над рівнем моря. Живляться комахами, відкладають яйця.

## Збереження
МСОП класифікує цей вид як такий, що перебуває під загрозою зникнення. Liolaemus salinicola загрожує знищення природного середовища.